# لوسی مانهایم
لوسی مانهایم (انگلیسی: Lucie Mannheim؛ ۳۰ آوریل ۱۸۹۹ – ۲۸ ژوئیهٔ ۱۹۷۶) یک هنرپیشه و خواننده اهل آلمان بود. وی بین سال‌های ۱۹۲۳ تا ۱۹۷۰ میلادی فعالیت می‌کرد.
از فیلم‌ها یا برنامه‌های تلویزیونی که وی در آنها نقش داشته‌است می‌توان به ۳۹ پله، بانی لیک گمشده و تبعید اشاره کرد.

## مرگ
او در براونلاگ، نیدرزاکسن درگذشت.